# Rhinobatos

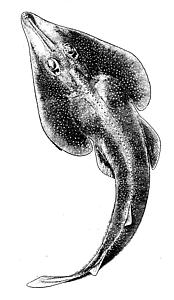
Rhinobatos lentiginosus

Rhinobatos  és un gènere de peixos de la família dels rinobàtids.

## Taxonomia
- Rhinobatos annulatus
- Rhinobatos blochii
- Rhinobatos cemiculus
- Rhinobatos formosensis
- Rhinobatos granulatus
- Rhinobatos horkelii
- Rhinobatos hynnicephalus
- Rhinobatos nudidorsalis
- Rhinobatos obtusus
- Rhinobatos planiceps
- Rhinobatos sainsburyi
- Rhinobatos salalah
- Rhinobatos thouin
- Rhinobatos typus
- Rhinobatos zanzibarensis
- Rhinobatos productus
- Rhinobatos albomaculatus[3][4]